# ヨゼフ・ガプチーク

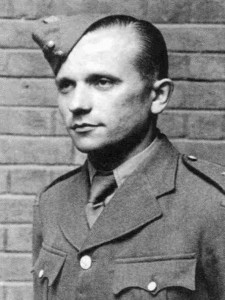
Jozef Gabčík

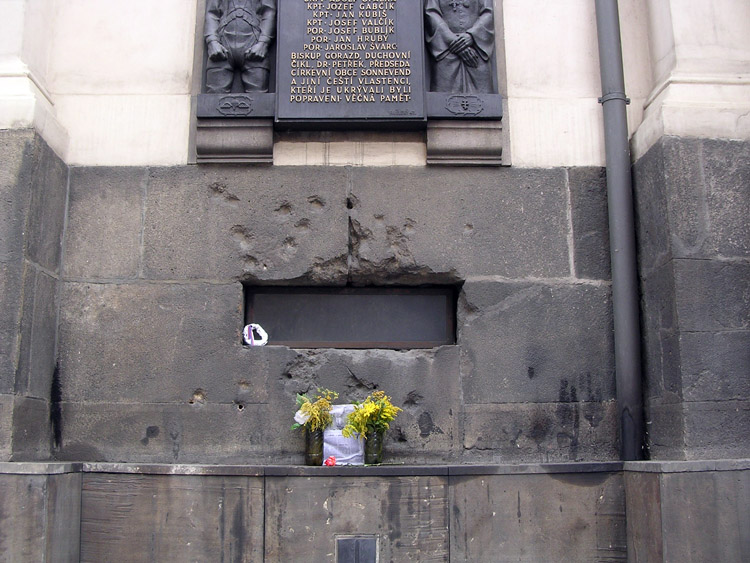
ガプチークらが立てこもった聖ツィリル・メトデイ正教大聖堂地下室の窓。銃撃の跡が生々しく残っている。

ヨゼフ・ガプチーク（Jozef Gabčík、1912年4月8日 - 1942年6月18日）は、チェコスロバキア亡命政府の軍人。エンスラポイド作戦においてナチス・ドイツのベーメン・メーレン保護領（現在のチェコ共和国にあたる地域）副総督ラインハルト・ハイドリヒを暗殺した人物の一人として知られる。

## 略歴
当時ハンガリー王国領だったパロスナヤ（Palosnya）（第一次世界大戦後、チェコスロバキア共和国領となり、現在はスロバキア共和国のライエツケ・テプリツェ（Rajecke Teplice）の一部となっている）の出身。チェコスロバキアの軍人（曹長）となり、在英チェコ亡命政府のあるイギリスに亡命した。落下傘兵で独身の若者だったガプチークは、チェコ亡命政府よりベーメン・メーレン保護領副総督としてチェコを統治していたナチスのラインハルト・ハイドリヒを暗殺する任務をあたえられた。ガプチークと、1歳年下で同じく独身のヤン・クビシュ軍曹がハイドリヒ暗殺を実行することとなった。また暗殺部隊はこの二人のほか、支援部隊としてシルバーAとシルバーBという別部隊と合わせて計10人で構成された。生還の見込みがほとんどない作戦であるため、要員はいずれも独身者から選ばれていた。
ガプチーク達はイギリスの特殊作戦執行部(SOE)からパラシュート降下や破壊活動、小火器の使用方法、サバイバル訓練などの訓練を受け、1941年末、イギリス軍機からプラハ郊外に落下傘降下した。ハイドリヒの習慣や行動を調査したところ、ハイドリヒは執務を取るプラハ城とパネンスケー・ブジェジャニ（Panenské Břežany）の自宅では厳重な警護をしていたが、出勤の道中やそれ以外の場所ではほとんど警護をつけていないことがわかった。
1942年5月27日、ガプチークとクビシュは、早朝からトロヤ橋手前のホレショヴィチェ通りにあるカーブで、プラハ城へ出勤するラインハルトの車を待ち伏せした。午前10時半頃、ラインハルト・ハイドリヒの「SS-3」のナンバープレートの入ったメルセデス・ベンツのオープンカーが現れ、このカーブにさしかかった。スピードを落としたところでガプチークが車両の前に飛び出し、短機関銃を取り出して引き金を引いたが、銃はジャミングを起こして弾が出なかった。ハイドリヒは運転手のヨハンネス・クライン親衛隊曹長に「スピードを上げろ！」と命令したが、驚いた曹長はブレーキを踏んでしまった。ヤン・クビシュが続いて対戦車用の手投げ爆弾を投げつけ、爆発で車は破壊されてハイドリヒは負傷した。ハイドリヒは負傷にもかかわらず、立ち上がってピストルを抜いて応戦したが、ガプチークとクビシュは現場から逃走し、クライン曹長が追いかけたが、太っていたため振り切られた。ハイドリヒは市内の病院に担ぎ込まれたが、傷は意外に重傷であり、感染症を起こして6月4日に死亡した。
その後、ガプチークはクビシュとともに、プラハにある正教会の聖堂：聖ツィリル・メトデイ正教大聖堂の地下室に身を隠した。しかし暗殺部隊員の一人カレル・チュルダ曹長（Karel Čurda）がゲシュタポに自首した。ここからゲシュタポは暗殺部隊を支援していたモラヴェツ一家を突き止めた。アタ・モラヴェツを拷問にかけて、ガプチーク達の隠れているのが聖ツィリル・メトデイ正教大聖堂であることを突き止めた。
1942年6月18日朝、ベーメン・メーレン保護領親衛隊及び警察高級指導者カール・ヘルマン・フランクの命令を受けてハインツ・パンヴィッツ（Heinz Pannwitz）率いる750人ほどの親衛隊部隊が大聖堂を包囲した。ガプチークらは親衛隊から投降を求められたが、拒否して親衛隊部隊と二時間にわたる銃撃戦を行った。親衛隊は消防車を使って地下室を水に沈めようとした。クビシュは戦闘で負傷してつかまり、病院へ送られたが、間もなく死亡した。ガプチークは敵の手に落ちないよう薬を飲んで自決した。ガプチーク達の死体は自首したカレル・チュルダによって確認された。
戦後、ガプチークを顕彰して南スロバキアにガプチーコヴォ（Gabčíkovo）の名前を冠した村が誕生した。この村は近年、ハンガリー共和国のナジュマロシュ（Nagymaros）との間にダムが建設された事で有名となった（ガプチーコヴォ・ナジュマロシュダム（Vodné dielo Gabčíkovo））。
またスロバキア軍の第5特別軍連隊が「ヨゼフ・ガプチーク」の名前を冠している。
スロバキア国立博物館（Slovenské národné múzeum）は2007年5月に抵抗運動をおこなったチェコスロバキア人に関する展示をおこなったが、この際に最も大きな功績のある英雄の一人としてガプチーク達のことを展示した。

## 登場する作品
- 映画『暁の7人』（1975年）演：アンソニー・アンドリュース
- 映画『ハイドリヒを撃て!「ナチの野獣」暗殺作戦』（2016年）演：キリアン・マーフィー
- 映画『ナチス第三の男』（2017年）演：ジャック・レイナー

## 文献
- 「ヒトラーの秘密警察　ゲシュタポ　恐怖と狂気の物語」原書房。ルパート・バトラー著　ISBN 4562039760 、ISBN 978-4562039760